# P2 – A rettegés új szintje
P2 – A rettegés új szintje (eredeti cím: P2) 2007-ben bemutatott amerikai–francia–kanadai horror-filmthriller, melyet elsőfilmes rendezőként Franck Khalfoun írt és rendezett. A főbb szerepekben Rachel Nichols és Wes Bentley látható. Khalfoun, Aja és Levasseur korábban már dolgozott együtt a 2006-os Sziklák szeme című francia-amerikai horrorfilmen.
Az Amerikai Egyesült Államokban 2007. november 9-én bemutatott film vegyes kritikákat kapott, bevételi szempontból bukásnak bizonyult.

## Cselekmény
Angela Bridges fiatal üzletasszony, Manhattanben dolgozik egy belvárosi irodaházban. Karácsony szentestéjén késő estig marad benn dolgozni, mielőtt még részt venne egy családi összejövetelen. Szokásához híven a kocsiját az irodaház alatti mélygarázs második szintjén (P2) parkolta le, de amikor haza szeretne menni, kiderül, hogy az autó nem indul. Thomas, a segítőkész biztonsági őr meghívja egy ünnepi vacsorára, de Angela ehelyett egy taxit hív, melyet a hallban vár meg. Amikor a taxi megérkezik, észreveszi, hogy be van zárva a hall ajtaja, ezért visszafut a parkolóba. Lassan a fények is kialszanak, így Angela a mobilja fényének segítségével kószál az elhagyatott parkolóban. Thomas váratlanul megtámadja és kloroformmal elkábítja őt, majd  megkötözve az irodájába viszi.
Angela Thomas irodájában ébred, fehér ruhába öltöztetve és az asztalhoz láncolt lábán magassarkúval. Thomas azt mondja Angelanak, szereti őt annak ellenére is, hogy igen "sok bűnt" követett el. A nőt folyamatosan megfigyelte és felvette az irodájában lévő kamerán keresztül. Angela próbálja megfenyegetni Thomast, de ő nem engedi el. Arra kényszeríti, hogy családját felhívva betegnek hazudja magát. Angela megpróbál elmenekülni, de nem tud Thomas rottweilere miatt. Az emberrabló elviszi a lányt a második szint parkolójához, ahol megmutatja neki munkatársát, Jim Harpert egy székhez kötözve. Thomas úgy véli, Jim gonosz volt Angelával, amikor részegen kikezdett vele egy irodai bulin. Zseblámpájával több megüti a lekötözött férfit, majd az autójával a falnak tolva végez vele.
Angelának sikerül elmenekülnie. Míg Thomas a bizonyítékok elrejtésével foglalkozik, a nő talál egy biztonságos búvóhelyet, ahol a hátrabilincselt kezeit a lábai alatt előre tudja hozni. Ezután a mobilján felhívja a 911-et, majd visszasiet az irodába, hogy magához vegyen néhány kulcsfontosságú kártyát. Ezt követően a lifthez rohan, beszáll, és a panelen keresztül segítséget kér. Meghall egy hangot, melyről úgy tűnik, mintha az üzemeltető hangja lenne, de aztán rájön, hogy Thomasé az. Thomas pár emelettel feljebb tűzoltótömlőt dob a lift tetejére és elárasztja azt vízzel, hogy kicsalja onnan a lányt. Az elárasztás közepette, Karl Donson (Philip Akin) holtteste beesik a liftbe és eltalálja Angelát. Ezután a lány bujkál a parkolóban, Thomas pedig a hangszóróba lejátszik egy számot: Elvis Presley – Blue Christmas. A nő közben talál egy tűzoltóbaltát és elkezdi tönkretenni a kamerákat egyenként, hogy aztán visszamenjen az irodához és a maga módján felvegye a harcot. Az irodába lépve nem Thomast találja ott, hanem egy elindított videót, ahogyan Thomas molesztálta őt mialatt el volt kábítva. Ezalatt Thomas a nő mögé oson, sokkolóval támad rá, majd bezárja a kocsija csomagtartójába éppen akkor, amikor egy rendőrautó halad el mellettük. Angela kitör a kocsiból, de sajnos a rendőrök addigra már elmentek, így ismét menekülni kezd. Thomas elengedi Rockyt, aki üldözőbe veszi Angelát, és megharapja a lábát, ennek ellenére a lánynak sikerül megölnie a kutyát; ez felbősziti a férfit, és így még kegyetlenebbül üldözi tovább Angelát.
Angela kulcsokat talál egy autókölcsönzőben, és megpróbál kocsival elmenekülni, de Thomas egy másik járművel oldalba vágja. Az ezt követő üldözés hevében azonban a nő felborítja a járművet, amiben ül. Thomas kinyitja az ajtót, Angela pedig  eszméletlenséget színlel, így sikerül szemen szúrnia és bilincsével fojtogatnia a férfit. Elveszi a kulcsait, hogy kiszabadítsa saját magát, Thomast pedig odabilincseli a kocsihoz, mielőtt az magához tér, majd el akarja hagyni a helyszínt. Thomas, aki most már tehetetlen és csapdába esett, kétségbeesetten könyörögni kezd Angelának, elárulva, hogy mindig magányos, de végül dühében sértegetni kezdi miután Angela nem reagál a könyörgéseire. Megtorlásképpen Angela a sokkolót az autóból szivárgó benzinre irányítja, gúnyosan boldog karácsonyt kíván Thomasnak, A meggyújtott benzin lángokba borítja a sikoltozó Thomast, majd az autó felrobban.
Angela izzadtan, véresen, sérülten és kimerülve kinyitja a garázskaput és karácsony reggelén kibiceg Manhattan hideg utcáira, majd csak az hallható, hogy a tűzoltóság és a mentő megérkezik a háttérben. A kép elsötétül.

## Szereplők
| Szerep                         | Színész         | Magyar hang     |
| ------------------------------ | --------------- | --------------- |
| Angela Bridges                 | Rachel Nichols  | Kovács Patrícia |
| Thomas Barclay                 | Wes Bentley     | Széles Tamás    |
| Lorraine Bridges               | Stephanie Moore |                 |
| Jody McKlennan                 | Miranda Edwards |                 |
| Jim Harper                     | Simon Reynolds  | Csuha Lajos     |
| Karl Donson                    | Philip Akin     | Tarján Péter    |
| rendőr                         | Philip Williams |                 |
| rendőr                         | Arnold Pinnock  |                 |
| Doug Tran Phu, férfi a liftben | Paul Sun Hyung  | Kapácsy Miklós  |
| Kim Phu, nő a liftben          | Grace Lynn Kung |                 |

## Fogadtatás
A Metacritic oldalán a film értékelése 37% a 100-ból, ami 15 véleményen alapul. A Rotten Tomatoes-on a P2 – A rettegés új szintje 35%-os minősítést kapott, 69 értékelés alapján.